# 六道珍皇寺
六道珍皇寺（ろくどうちんのうじ）是位在日本京都府京都市東山區的臨濟宗建仁寺派寺院。山號「大椿山」（たいちんざん）。本尊藥師如來、傳說開基（創立者）為山代淡海。以8月7-10日的六道詣、傳說小野篁通往冥界的水井（一般非公開）而廣為人知。通稱・六道さん、珍皇寺等。傳說附近是現世和冥界的接點「六道之辻」。

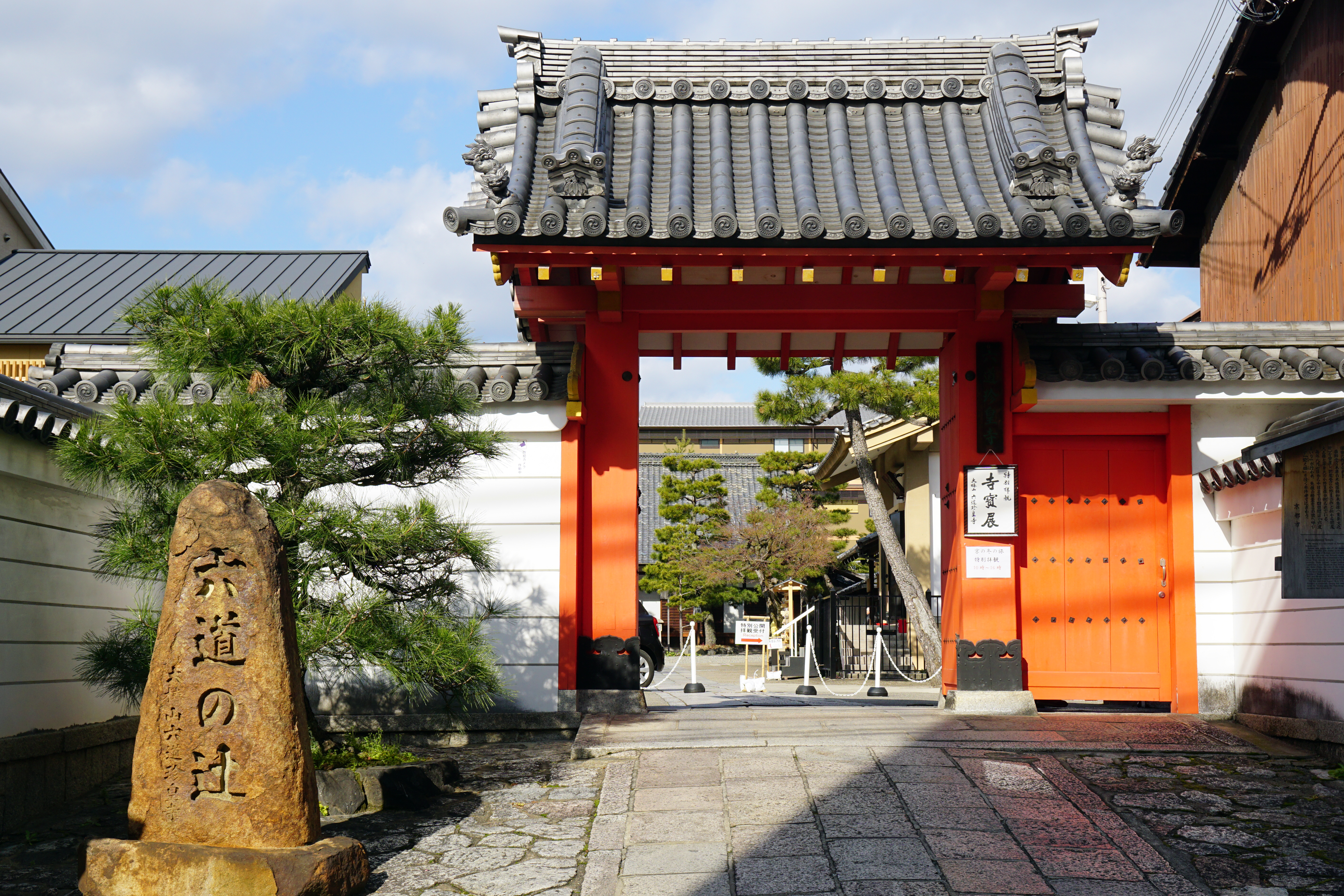
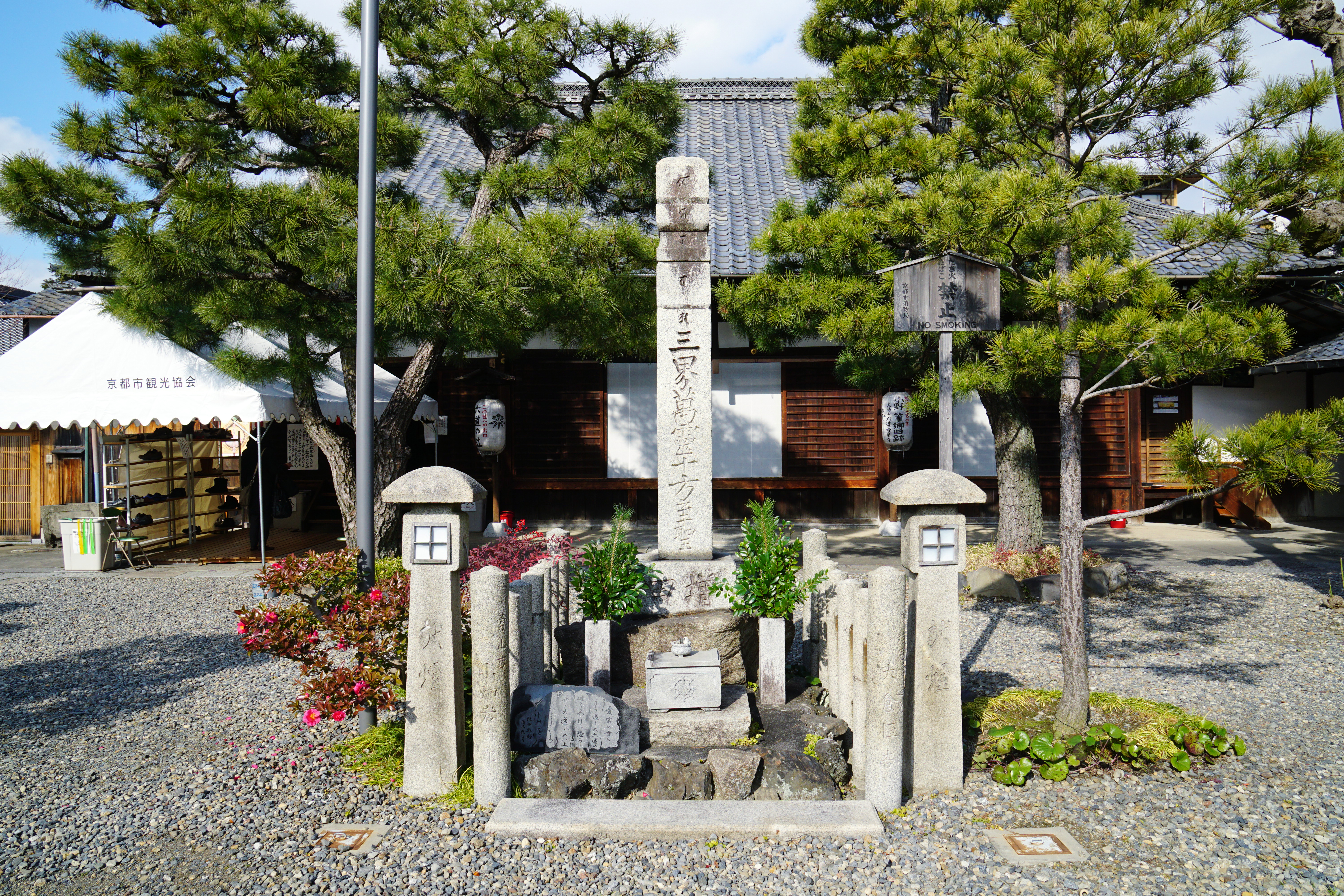
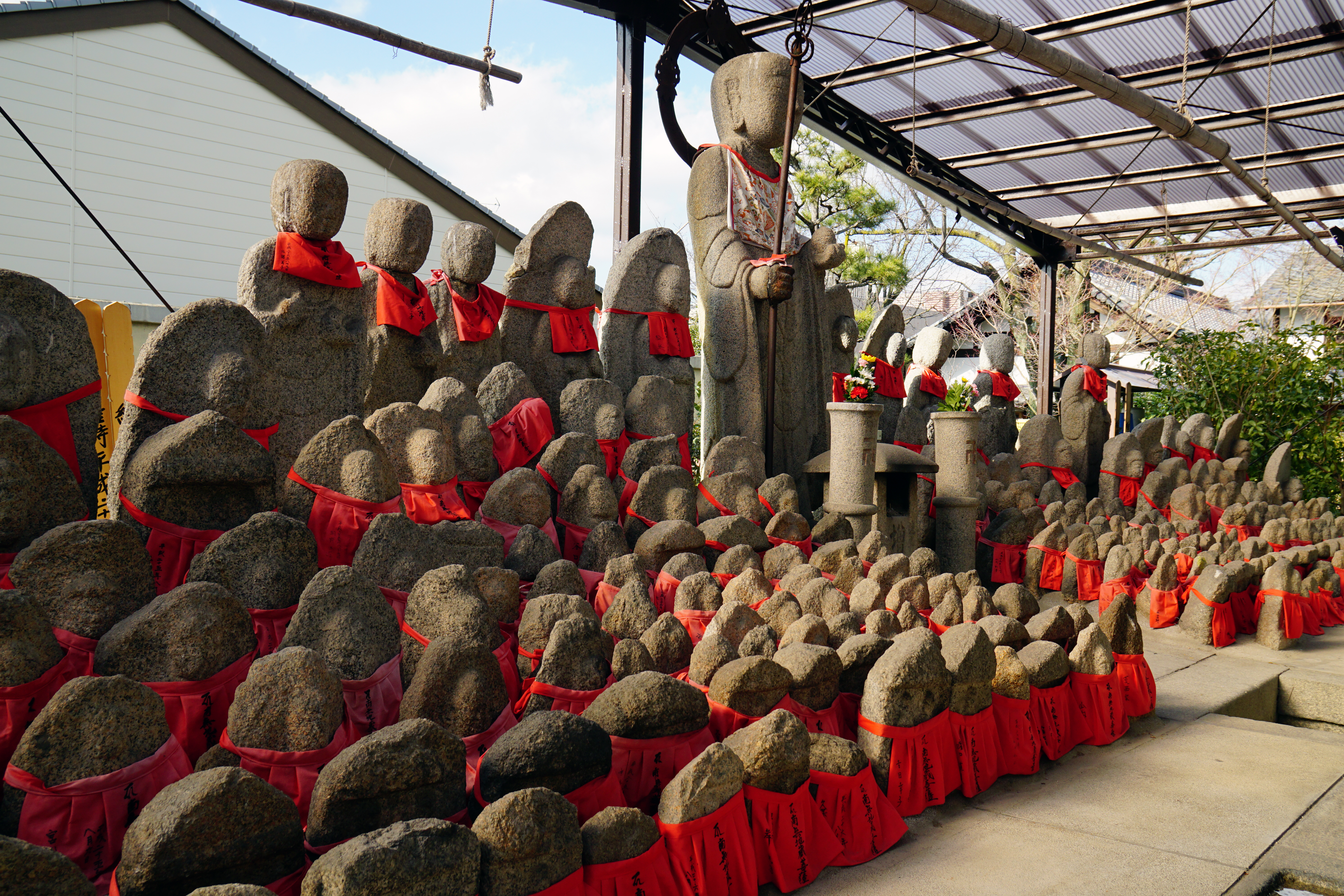
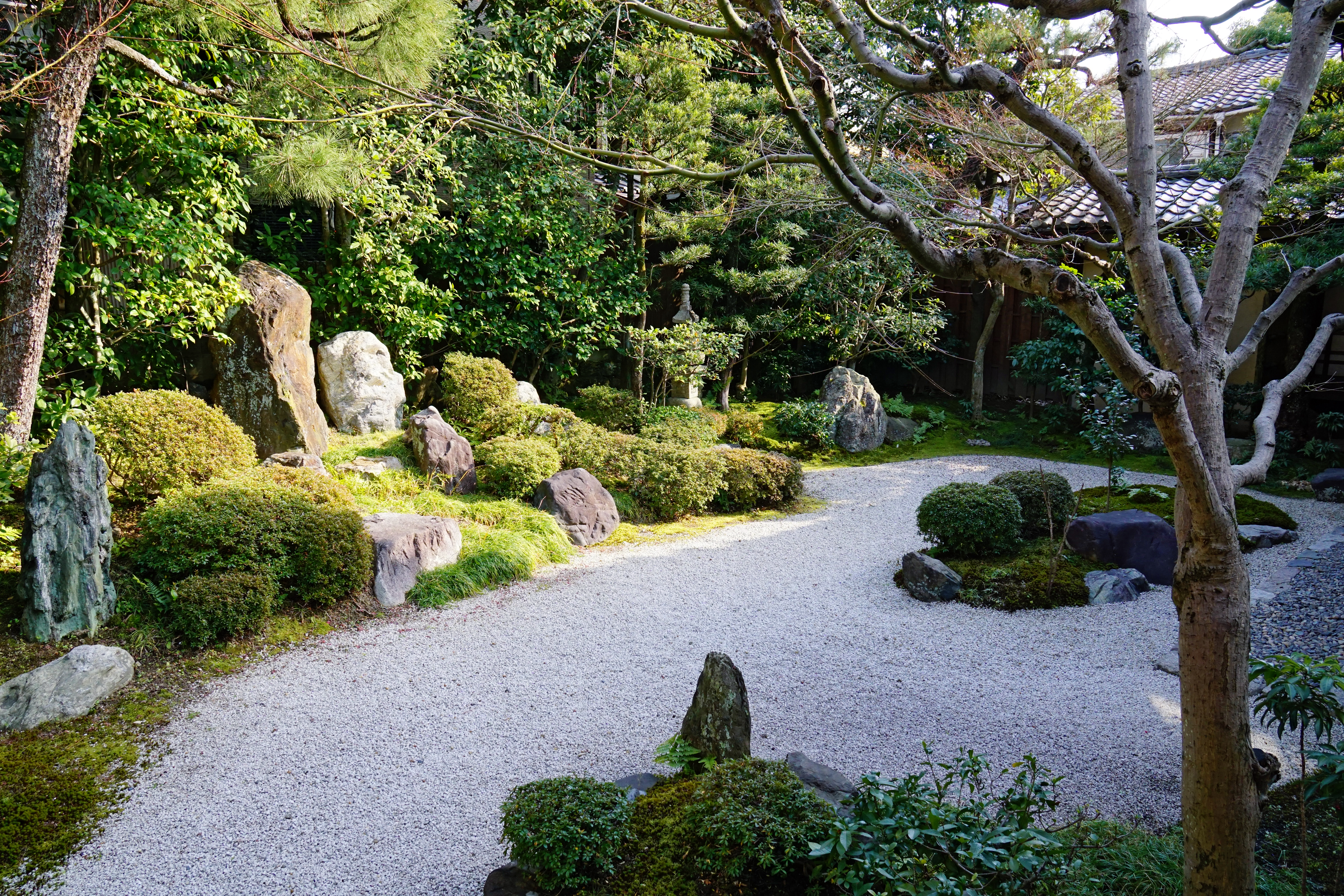

## 關連項目
- 子育幽靈
- 小野篁

## 外部連結
- 大椿山 六道珍皇寺 公式サイト （页面存档备份，存于）